# Kösem

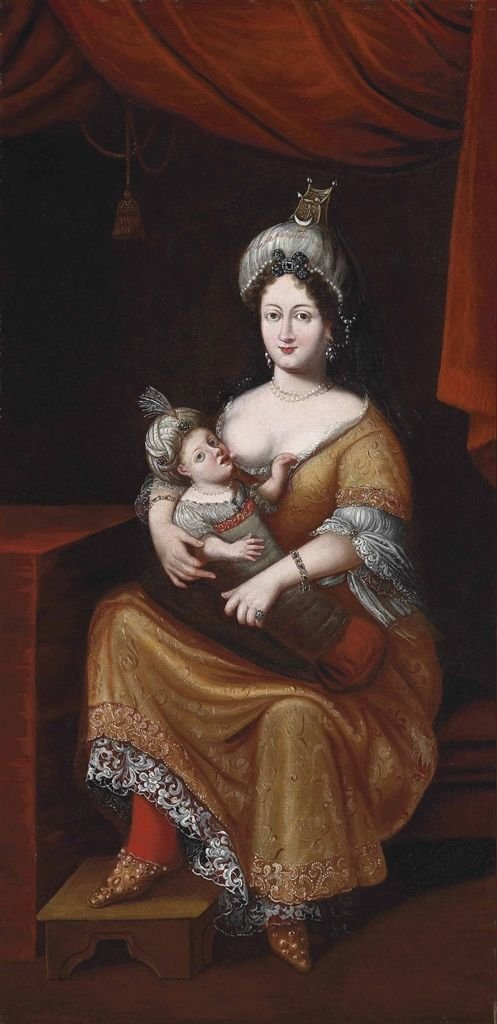
Kösem met haar zoon

Kösem (Devletlu İsmetlu Mahpeyker Kösem Valide Sultan Aliyyetü'ş-Şân Hazretleri; ca. 1590 – 3 september 1651) was eerst de uitverkorene en later de vrouw van de Ottomaanse sultan Ahmed I. Ze was de moeder van de sultans Murat IV en Ibrahim I en de grootmoeder van sultan Mehmet IV. Zij was een van de invloedrijkste vrouwen uit de Ottomaanse geschiedenis en vervulde officieel de functie van regentes. De titel die men haar gaf was valide sultan of "koninginmoeder".

## Afkomst
Kösem werd geboren in Griekenland, ze was de dochter van een priester, haar naam was oorspronkelijk  Anastasia. Ze werd op de leeftijd van dertien jaar door de  Bosnische beylerbeyi als slavin gekocht en naar Istanboel gezonden om zich bij de harem van Sultan Ahmed I te voegen. Haar naam werd veranderd door safiye sultan in Mahpeyker, wat Maan-vorm betekent.

## Regentes

### Murat IV
Na de dood van haar man sultan Ahmed I was zij van 1623 tot 1632 regentes voor haar zoon Murat IV. Zij volgde de bijeenkomsten van de Divan van achter een gordijn en bepaalde de besluitvorming mee. Vanaf 1632 trad ze terug.

### Ibrahim I
Ibrahim I, die lange tijd in de kafes opgesloten was geweest, werd als incompetent beschouwd en Kösem nam daarom de touwtjes in handen. Toen na een reeks wandaden Ibrahim van kant werd gemaakt, schoof zij haar kleinzoon Mehmet IV naar voren.

### Mehmet IV
Van 1648 tot 1651 was zij openlijk regentes, tot haar opvolgster, de moeder van Mehmet IV, Turhan Hadice van haar intriges genoeg kreeg.

## Dood
Turhan Hadice liet Kösem wurgen door de zwarte hoofdeunuch. Haar lichaam werd begraven in het mausoleum van haar man Ahmed I. Er was een officiële rouwperiode van drie dagen na haar dood.